# Ronnie Tober
Ronald Edwin Tober (Bussum, 21 april 1945) is een Nederlandse zanger.

## Levensloop

### Jeugdjaren
Ronnie Tober werd in Bussum geboren, maar het gezin emigreerde toen hij drie jaar oud was naar de Verenigde Staten en vestigde zich in Albany, de hoofdstad van de staat New York. Tober ging daar naar de West Albany School en Colonie Central High School. Hij bleek over zangtalent te beschikken en trad op in twee musicals, in de rol van Tony in de musical The Boyfriend en als Billy Jester in Little Mary Sunshine. Op 29 september 1960, tijdens de campagne voor de Amerikaanse presidentsverkiezingen 1960 van Kennedy versus Nixon, werd hem door senator Samuel Stratton van de staat New York gevraagd om voor senator John F. Kennedy te zingen. Tevens vroeg congreslid Dean Park Taylor aan Tober of hij voor Nixon wilde zingen op 30 september 1960. Hij zong voor beiden.

### Muzikale carrière

#### 1963 - 1999

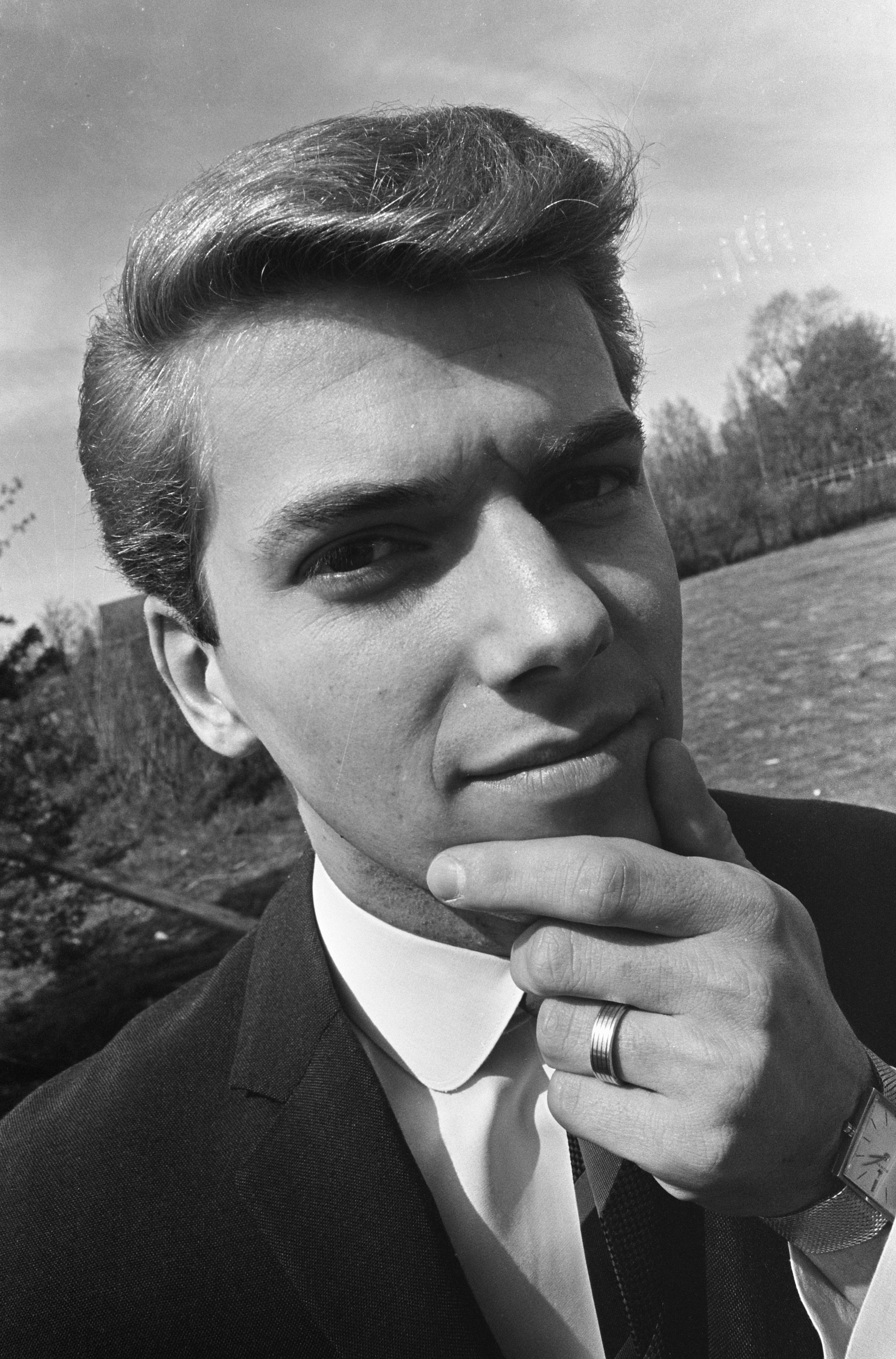
Ronnie Tober in 1966

In 1963 bracht Tober een bezoek aan familie in Nederland. Deze bracht hem in contact met Willem Duys, die hem vervolgens uitnodigde om op te treden in zijn programma Voor de vuist weg, op 27 december. Hij zong er Up a lazy river en viel daarmee op. Hij besloot daarom in augustus 1964 voorgoed terug te keren naar Nederland. Hij tekende een platencontract met Phonogram/Philips en zijn eerste single Iedere avond kwam in februari 1965 in de hitparade. Hij kwam onder de hoede van René Sleeswijk van de Snip en Snap Revue.
In 1965 nam hij deel aan het nationale songfestival. Met het nummer Geweldig behaalde hij de tweede plaats. Hij moest Conny Vandenbos met  't Is genoeg echter voor laten gaan en zij ging naar het songfestival in Napels. In 1966 won hij de tweede prijs op het Songfestival van Knokke. Tober werd door Eric Krans, hoofd lichte muziek AVRO Radio, gevraagd om samen met Ann Burton naar het songfestival in Sopot te gaan. Hier ontving hij een eervolle eerste plaats met zijn vertolking van Showtime on Broadway. In 1968 deed hij mee aan het Eurovisiesongfestival in Londen en eindigde hij met het nummer Morgen op de zestiende plaats, een met Finland gedeelde laatste plaats. Het liedje werd ook geen hit, maar de Engelse versie getiteld Someday in de uitvoering van The Blue Diamonds wel.
Tober stond desalniettemin in zijn succesvolste jaren - de periode 1965-1975 - geregeld in de hitparade met nummers als Verboden vruchten, Arrivederci Ans, Rozen voor Sandra. Naar de kermis en Een witte eend zong hij in duet met Ciska Peters. Hij was ook regelmatig te gast in diverse radio- en tv-programma's van o.a. Corry Brokken, Willy en Willeke Alberti; hij had eveneens jarenlang zijn eigen tv-show bij de KRO en de AVRO, waarin hij gasten ontving als Conny Vandenbos, Corrie van Gorp, Roger Whittaker en vele anderen. Verder had Tober in de jaren 1967-1968 de Ronnie Tober Club en Ronnie Tober Disco Club in Zandvoort, waar hij en bevriende artiesten optraden.

#### 2000 - heden

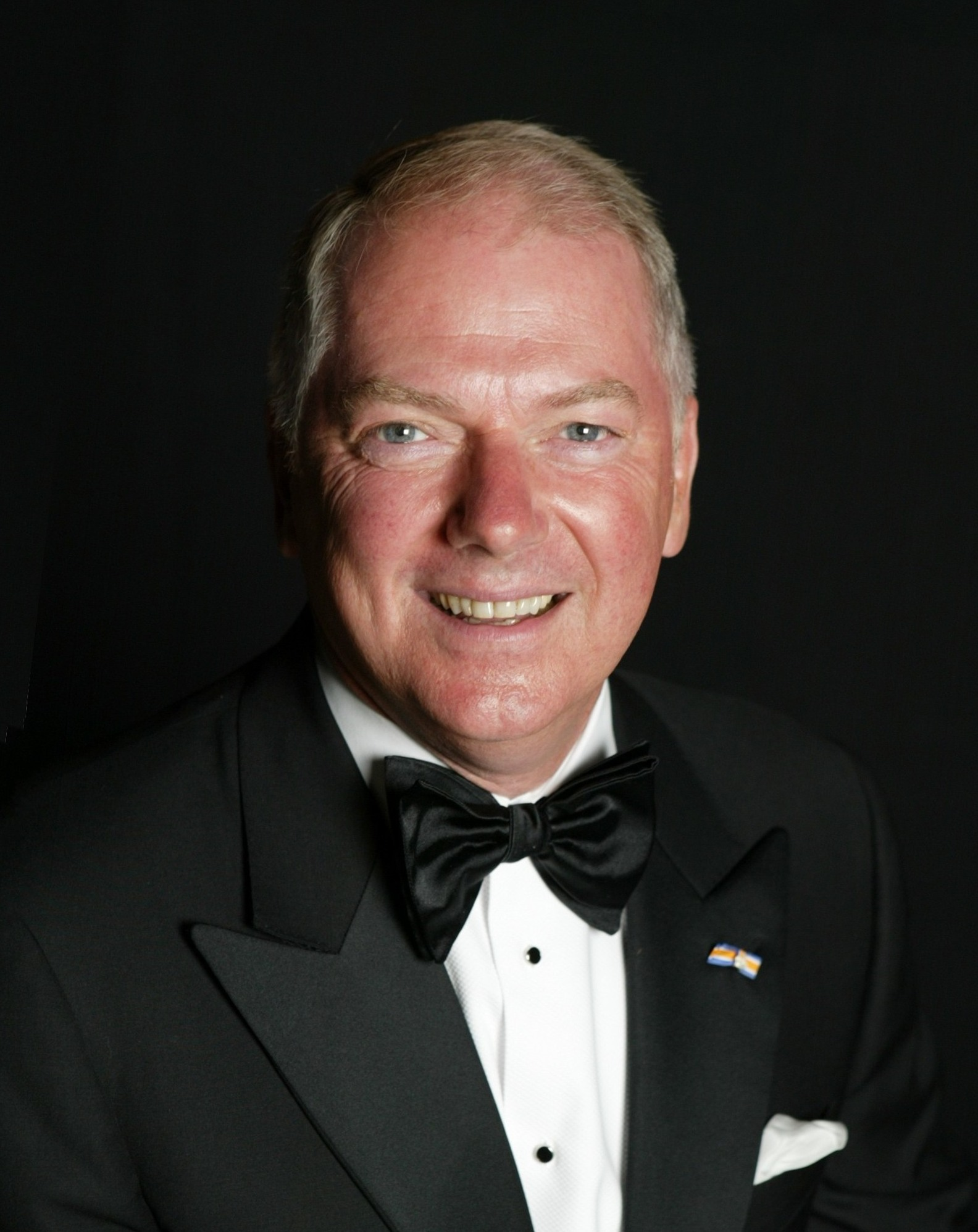

Op 25 januari 2012 was Tober te gast bij Ali B in het programma Ali B op Volle Toeren. Het nummer Er is niemand zoals jij, dat in dit programma ontstond, werd op single uitgebracht (met als B-kant Het zijn van die kleine dingen, een duet met Belinda Kinnaer) en haalde de Top 30. Naar aanleiding van het programma trad Tober met Ali B en Brownie Dutch op tijdens het culturele festival De Parade in Den Haag, Utrecht en Amsterdam.
Begin 2013, na de aankondiging van het aftreden van koningin Beatrix, bracht Tober samen met René Riva de single Dank U Majesteit uit als eerbetoon aan de koningin.
Op 5 mei 2015 was Tober een van de zeventig zeventigjarigen die het bevrijdingsconcert aan de Amstel, kwamen opluisteren.
In 2018 was Tober gastartiest tijdens de concerten van De Toppers in de Johan Cruijff ArenA.

#### Nijmeegse Vierdaagse
Tober heeft meerdere malen deelgenomen aan de Nijmeegse Vierdaagse, onder andere met lopers van de Ronnie Tober Foundation. In de jaren dat hij deelnam verschenen de Vierdaagse-singles De Wandelexpress (2006), Loop met ons mee (2007) en De 4-daagse is een feest (2010).

### Televisie en film
In 2000 was hij deelnemer aan het televisieprogramma Big Brother VIPS met Anneke Grönloh, Henk Schiffmacher, Maya Eksteen, Theodor Holman en Maxine.
Tober was betrokken bij verschillende Sinterklaasfilms van regisseur Martijn van Nellestijn. Hij speelde kleine rollen in de films Sinterklaas en het Geheim van het Grote Boek (2008) en Sinterklaas en het Pakjes Mysterie (2010), en zong de titelsong voor Sinterklaas en de Verdwenen Pakjesboot (2009). Dit nummer, getiteld Nederland, werd geschreven door Harold Verwoert, die de film de rol speelt van Piet Diego.
In 2012 nam Tober een tv-special op voor Omroep MAX ter gelegenheid van zijn vijftigjarige artiestenjubileum. In deze tv-show zingt Tober duetten met bevriende artiesten, onder wie Carel Kraayenhof, Anneke Grönloh, Jorge Castro, Ciska Peters, Dayén, de Belgische zanger Christoff, Willeke D'estell en Patrick van Bree. Deze show werd uitgezonden op 18 januari 2013.
Op 21 april 2020 werd Tober ter gelegenheid van zijn 75ste verjaardag benoemd tot 'Zanger des Vaderlands' en gaf hij een speciaal optreden bij het televisieprogramma Tijd voor MAX van Omroep MAX.
In september 2021 was hij als verkoper te zien in Van onschatbare waarde. In 2023 was Tober te zien als secret singer in het televisieprogramma Secret Duets.
Verder werkte hij mee aan de popquiz van Rob Stenders, Stenders Late Vermaak, die in het eerste kwartaal van 2007 werd uitgezonden door Tien.

### Onderscheidingen
Op 27 december 2003 werd hij benoemd tot Ridder in de Orde van Oranje-Nassau. Deze onderscheiding ontving hij tijdens zijn veertigjarig artiestenjubileum in theater Orpheus in Apeldoorn.
Op 27 december 2008 vierde Tober zijn 45-jarig artiestenjubileum in een uitverkocht theater Figi te Zeist. Vele bekende collega's waren aanwezig, onder wie Anneke Grönloh, Ciska Peters en tv-kok en artiest Lonny. De presentatie was in handen van Vivian Boelen, Jacques d'Ancona en Eddy Becker. Tober ontving van de producent en regisseur van de kinderfilm Sinterklaas en het Geheim van het Grote Boek een cheque van 2500 euro voor de Ronnie Tober Foundation.
In december 2009 ontving Tober de Princess Hoffelijkheidsprijs 2009, die hem werd overhandigd door Mies Bouwman.
Op 2 september 2017 werd Tober geslagen tot ridder in de ord van de broederschap van het Gulden Vlies. De ceremonie vond plaats tijdens de opening van het Groot-Kapittel 2017 van het Internationaal Broederschap Het Gulden Vlies Brugge, door de Grootmeester Frederik Thomas in Huis ter Beurze van VBRO radio.

## Discografie
| - Who taught you how to love - Iedere avond - 1964 - Al Jolson Hits -1965 - Geweldig -1965 - Geweldig/Iedere avond -1965 - Marijke uit Krabbendijke (Pearly Shells) - 1965 - Verboden vruchten - 1965 - Verboden vruchten - 1965 (Tobers tweede ep...) - Wat was jouw bedoeling - 1965 - The Ronnie Tober Show - 1965 - Tunes van toen - 1965 - Merci Cherie - 1966 - More than love - 1966 - Niets dan zorgen geeft zij mij - 1966 - Zij draagt mijn naam - 1966 - De beste van Ronnie Tober - 1966 - Sopot 1966 - 1966 - Onbereikbaar ver - 1967 - Put your head on my shoulder - 1967 - Alleluja no. 1 - 1968 - Mexico - 1968 - Morgen - 1968 - Someday - 1968 (De Engelse versie uitgebracht op Decca en opgenomen in de Londense studio.) - Ronnie's songparade - 1968 - Ronnie's songparade 2 - 1968 - Arrivederci Ans - 1969 - M'n papegaai - 1969 - Wiederseh'n - 1969 - Waar zijn de dagen - 1969 - Ronnie Tober successen - 1969 | - Christina - 1970 - Carmen - 1971 - Laat me niet alleen - 1971 - Rozen voor Sandra - 1971 - Kerstfeest met Ronnie Tober - 1971 - Een vuist vol Hollandse hits! - 1971 - Alle 13 goed deel 1 - 1971 - Met een roos in je blonde haren - 1972 - Joseph, Joseph - 1972 - Petite mademoiselle - 1972 - Ronnie & Gonnie "Met liedjes het land in" - 1972 - Alweer alle 13 goed - 1972 - Het beste uit...muziek in uw straatje - 1972 - Gitte, bitte - 1973 - Petites mesdemoiselles - 1973 - Yesterdays dreams - 1973 - Hollands kwartet - 1973 - Vol met super! deel 1 - 1973 - Een witte eend op het midden van de weg (met Ciska Peters) - 1974 - Mama weet wat goed is - 1974 - Koelewijn behoeft geen Frans - 1974 - Met vlag en wimpel! - 1974 - Prima! Prima! (The hot hits of today) - 1974 - Alleen - 1975 - Een heel gelukkig kerstfeest - 1975 - Een witte eend (lenteversie) - 1975 - Naar de kermis (met Ciska Peters) - 1975 - Petite mademoiselle (Spanje) - 1975 - Alle 13 goed! deel 8 - 1975 - Liedjes van Johnny Holshuysen - 1975 - Tanz mit mir samba Margarita - 1976 - Pootje baaien - 1977 - Rosemarie - 1977 - Speel nog een liedje orgelman - 1977 - Dat was 'n kus - 1978 - 15 jaar Ronnie Tober - 1978 - De zon in m'n hart - 1979 - Glory glory halleluja - 1979 - You are my sunshine - 1979 | - Love me with all of your heart - 1980 - De zon in m'n hart - 1980 - Ik ben zo eenzaam zonder jou - 1981 - Dubbel goud - 1981 - Christmas around the world - 1981 - Olé España - 1982 - Zomer, zon en witte stranden - 1983 - Leven met jou - 1986 - Afscheid nemen doet pijn - 1987 - Lolita - 1987 - De nacht van m'n dromen - 1988 - Holland Amerika story - 1988 - Voor altijd en eeuwig - 1988 - 25 jaar Ronnie Tober - 1988 - Zilver - 1988 - 4 gouden hits - 1989 - Morgen schijnt de zon voor jou - 1989 | - Jij bent 't helemaal - 1990 - Zoals ik ben - 1990 - 'n Lange hete zomer - 1991 - 28 populaire liedjes (met Gonnie Baars) - 1991 - Ronnie Tober nu - 2008 - Kom in m'n armen (met Willeke d'Estell) - 2010 - Heel even (met Willeke d'Estell) - 2010 - De zomer komt weer gauw (met Willeke d'Estell) - 2011 - De mooiste duetten aller tijden - 2011 - Terug in de tijd - 2011 - Er is niemand zoals jij - 2012 - Het zijn van die kleine dingen (met Belinda Kinnaer) - 2012 - Twee artiesten, hand in hand (met Marco de Hollander) - 2012 - Kom in mijn armen vannacht - 2012 - Altijd - 2012 - Dank U majesteit (met René Riva - 2013 - Majesteit, ik vind u geweldig - 2013 - Van toen naar het heden (met Edwin van Hoevelaak) - 2013 - duettenalbum (onder de noemer Ronnie Tober & Friends) - 2013 - Geluk (met Belinda Kinnaer) - 2014 - Vaarwel, adiós... - 2015 - Wat zou het leven zonder vrienden zijn - 2016 - Het gevoel van kerst - 2016 - Ode aan Ramses Shaffy - 2017 - Alleluja no.1 - 2018 |

| Single met eventuele hitnotering(en) in de Nederlandse Top 40 | Datum van verschijnen | Datum van binnenkomst | Hoogste positie | Aantal weken | Opmerkingen      |
| ------------------------------------------------------------- | --------------------- | --------------------- | --------------- | ------------ | ---------------- |
| Iedere avond (Twilight time)                                  | 1965                  | 13 februari 1965      | 11              | 15           |                  |
| Geweldig                                                      |                       | 6 maart 1965          | 23              | 5            |                  |
| Verboden vruchten                                             |                       | 3 juli 1965           | 37              | 1            |                  |
| Arrivederci Ans                                               |                       | 19 april 1969         | 23              | 3            |                  |
| Rozen voor Sandra                                             |                       | 27 maart 1971         | 16              | 10           |                  |
| Met een roos in je blonde haren                               |                       | 6 mei 1972            | 30              | 5            |                  |
| Mamma weet wat goed is                                        |                       | 29 juni 1974          | 31              | 3            |                  |
| Naar de kermis                                                |                       | 9 augustus 1975       | 11              | 5            | met Ciska Peters |